# チェーホフ・コレクション
『チェーホフ・コレクション』は、未知谷が発行するアントン・チェーホフ関連の叢書。チェーホフ没後100年である2004年より刊行されている。作品にはイリーナ・ザトゥロフスカヤやエカテリーナ・タバーフなどロシアの画家たちが絵を添えている。
ロシア文学者の沼野充義は「チェーホフ文学とロシアの画家魂の稀有の出会いの結晶と呼ぶべきもので、日本における翻訳出版文化史上の小さな宝物」（『週刊読書人』第3177号）と評した。
ソビエト連邦崩壊によって、それまで国家によって生活を保障されていた画家たちは「仕事はないお金は入らない状態に一転」した。それがコレクション誕生の遠因となり、ユーリー・ノルシュテインの周辺にいた才能ある美術家たちに仕事が依頼された。
「我々のような小規模な出版でも、一作当り千ドル余の謝礼となる。これが貨幣価値の違いで思わぬ結果を生んだのだ。今でこそ多少改善されたようだが、コレクションのスタートした頃には一般サラリーマンの年収に近い額と喜ばれたのだった。大好きなチェーホフの作品で、思いの儘の仕事が出来てお金にもなる。才能ある画家が双手を挙げるのも当然だ」
（飯島徹「チェーホフ・コレクションのことなど」、『熱風』2012年4月号）
画家のひとりイリーナ・ザトゥロフスカヤのアトリエを訪れたウンベルト・エーコは、コレクションの『ロスチャイルドのバイオリン』を所望してイタリアに持ち帰ったという。

## シリーズのラインナップ
- チェーホフ作品
  - 『中二階のある家 ある画家の物語』（マイ・ミトゥーリチ絵、工藤正廣訳、2004年）
  - 『カシタンカ』（ナターリャ・デェミードヴァ絵、児島宏子訳、2004年）
  - 『ロスチャイルドのバイオリン』（イリーナ・ザトゥロフスカヤ絵、児島宏子訳、2005年）
  - 『大学生』（イリーナ・ザトゥロフスカヤ絵、児島宏子訳、2005年）
  - 『可愛い女』（ナターリャ・デェミードヴァ絵、児島宏子訳、2005年）
  - 『たわむれ』（ユーリー・リブハーベル絵、児島宏子訳、2006年）
  - 『すぐり』（イリーナ・ザトゥロフスカヤ絵、児島宏子訳、2006年）
  - 『少年たち』（エカテリーナ・タバーフ絵、児島宏子訳、2006年）
  - 『箱に入った男』（イリーナ・ザトゥロフスカヤ絵、中村喜和訳、2008年）
  - 『僧正』（ドミトリー・テーレホフ絵、中村喜和訳、2008年）
  - 『恋について』（イリーナ・ザトゥロフスカヤ絵、中村喜和訳、2009年）
  - 『泥棒たち』（ワレンチン・オリシヴァング絵、中村喜和訳、2009年）
  - 『谷間で』（エカテリーナ・タバーフ絵、中村喜和訳、2009年）
  - 『黒衣の修道僧』（ユーリー・リブハーベル絵、中村喜和訳、2010年）
  - 『首にかけたアンナ』（エカテリーナ・タバーフ絵、中村喜和訳、2010年）
  - 『いいなずけ』（ラリーサ・ゼネーヴィチ絵、児島宏子訳、2011年）
  - 『エゴール少年 大草原の旅』（エカテリーナ・ロシコーワ絵、中村喜和抄訳、2011年）
  - 『モスクワのトルゥブナヤ広場にて』（イリーナ・ザトゥロフスカヤ絵、児島宏子訳、2011年）
  - 『ワーニカ』（イリーナ・ザトゥロフスカヤ絵、児島宏子訳、2012年）
- 研究書・エッセイ
  - リディア・アヴィーロワ『チェーホフとの恋』（小野俊一訳、2005年）
  - 牧原純『北ホテル48号室 チェーホフと女性たち』（2006年）
  - ソフィ・ラフィット『チェーホフ自身によるチェーホフ』（吉岡正敞訳、2010年）
  - ボリース・ザイツェフ『チェーホフのこと』（近藤昌夫訳、2014年）
  - 児島宏子『チェーホフさん、ごめんなさい！』（2016年）